# 19.º distrito congresional de Pensilvania
El 19.º distrito congresional fue un distrito congresional que elegía a un Representante para la Cámara de Representantes de los Estados Unidos por el estado de Pensilvania.  Según la Oficina del Censo, en 2011 el distrito tenía una población de 723 715 habitantes. El distrito fue disuelto a partir del 113.º Congreso de los Estados Unidos.

## Geografía
El 19.º distrito congresional se encontraba ubicado en las coordenadas 39°48′26″N 76°59′5″O / 39.80722, -76.98472.

## Demografía
Según la Oficina del Censo de los Estados Unidos, en 2011 había 723 715 personas residiendo en el 19.º distrito congresional. De los 723 715 habitantes, el distrito estaba compuesto por 664 707 (91.8%) blancos; de esos, 651 474 (90%) eran blancos no latinos o hispanos. Además 31 244 (4.3%) eran afroamericanos o negros, 1 011 (0.1%) eran nativos de Alaska o amerindios, 11 951 (1.7%) eran asiáticos, 119 (0%) eran nativos de Hawái o isleños del Pacífico, 13 529 (1.9%) eran de otras razas y 14 387 (2%) pertenecían a dos o más razas. Del total de la población 34 504 (4.8%) eran hispanos o latinos de cualquier raza; 9 573 (1.3%) eran de ascendencia mexicana, 16 712 (2.3%) puertorriqueña y 874 (0.1%) cubana. Además del inglés, 858 (3.4%) personas mayor a cinco años de edad hablaban español perfectamente.
El número total de hogares en el distrito era de 283 680, y el 68.5% eran familias en la cual el 29.1 tenían menores de 18 años de edad viviendo con ellos. De todas las familias viviendo en el distrito, solamente el 54.6% eran matrimonios. Del total de hogares en el distrito, el 6.2 eran parejas que no estaban casadas, mientras que el 0.5% eran parejas del mismo sexo. El promedio de personas por hogar era de 2.46. 
En 2011 los ingresos medios por hogar en el distrito congresional eran de US$56 096, y los ingresos medios por familia eran de US$81 277. Los hogares que no formaban una familia tenían unos ingresos de US$89 524. El salario promedio de tiempo completo para los hombres era de US$48 570 frente a los US$35 116 para las mujeres. La renta per cápita para el distrito era de US$27 578. Alrededor del 6.7% de la población estaban por debajo del umbral de pobreza.